# Roelant Roghman
Roelant Roghman (Amsterdam, 14 marzo 1627 – Amsterdam, 3 gennaio 1692) è stato un pittore e incisore olandese.

## Biografia
Roelant Roghman nacque ad Amsterdam il 14 marzo 1627 ed era figlio dell'incisore Henrick Lambertsz Roghman e di Maria Jacobs Savery. Attraverso sua madre era nipote di Jacob Savery, e divenne presto allievo del prozio Roelant Savery, da cui prese anche il nome. Secondo Houbraken aveva un solo occhio, handicap che non fermò la sua produzione pittorica. Si specializzò in paesaggi, e successivamente divenne un grande appassionato di storia, lavorando su numerose stampe di vecchi castelli in rovina e residenze di famiglie estinte. Da giovane fu amico di Rembrandt e Gerbrant van den Eekhout.
Roghman lavorò su alcune di queste stampe con la sorella Geertruydt, le Plaisante Landschappen; anche con l'altra sorella, Magdalena, Roghman creò più di 200 stampe di rovine.
Fu suo allievo Jan Griffier I.

## Galleria d'immagini

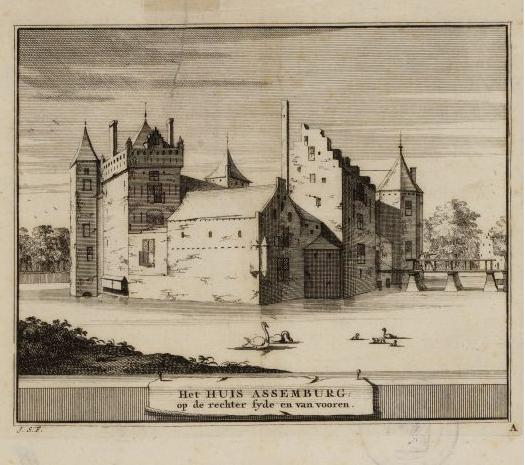
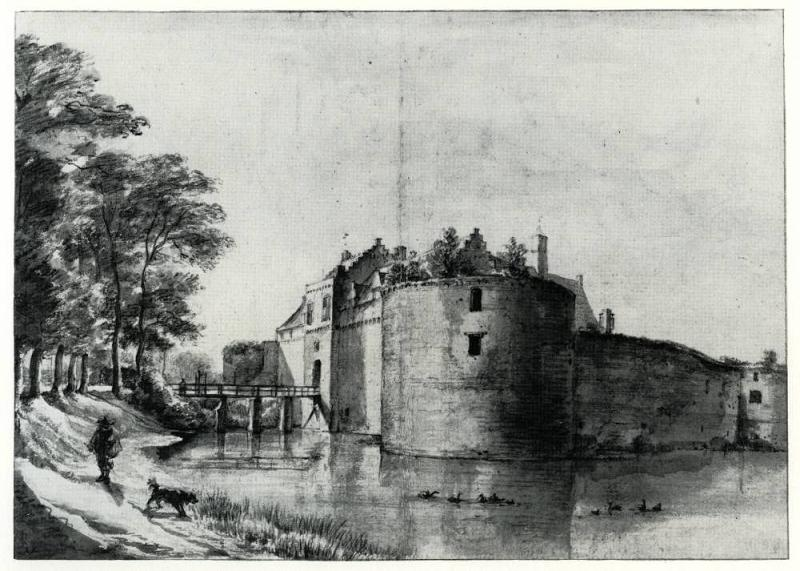
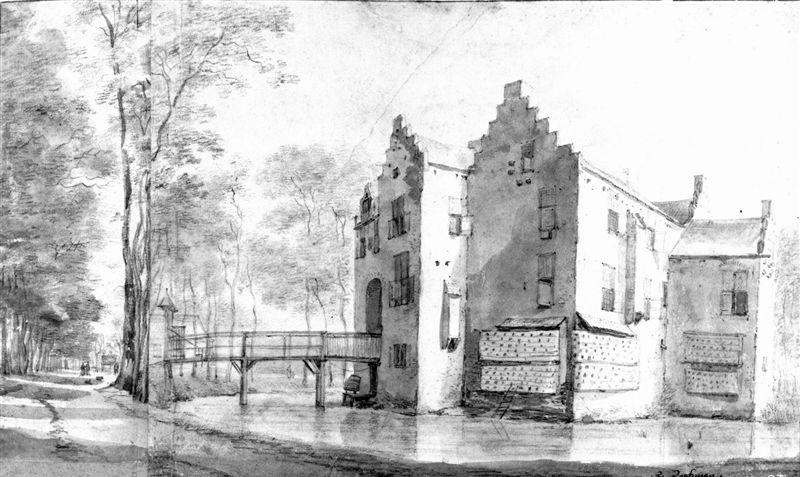
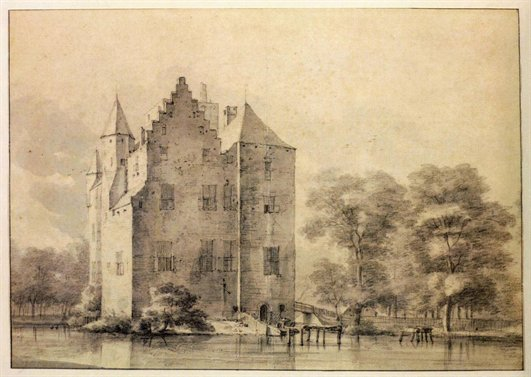